# Coat-Méal
Coat-Méal település Franciaországban, Finistère megyében. Lakosainak száma 1135 fő (2022. január 1.). Coat-Méal Bourg-Blanc, Plouguin, Plouvien, Tréglonou és Milizac-Guipronvel községekkel határos.

## Népesség
A település népességének változása:
| Lakosok száma | 456  | 632  | 669  | 934  | 1068 | 1091 | 1100 | 1114 | 1121 | 1135 |
|               | 1968 | 1982 | 1990 | 2006 | 2013 | 2015 | 2017 | 2019 | 2020 | 2022 |